# Géographie du Wisconsin

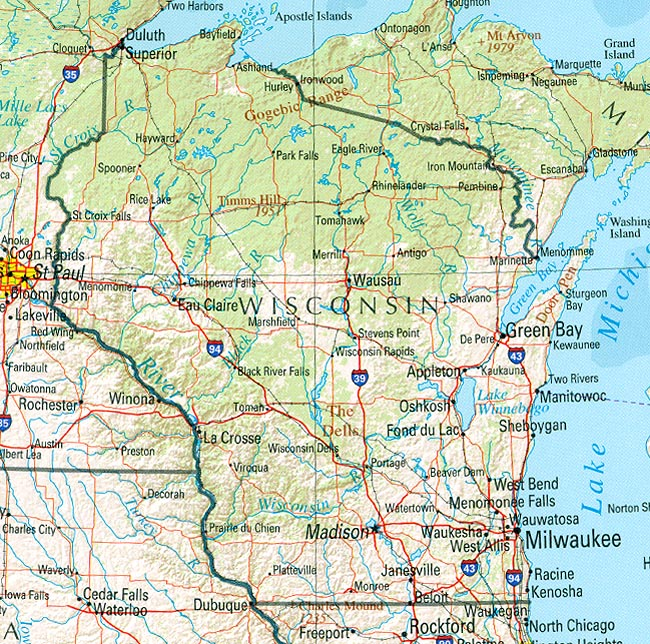
Carte générale du Wisconsin

Le Wisconsin est un État du Midwest des États-Unis, bordé par les Grands Lacs, le lac Supérieur au nord et le lac Michigan à l'est, et par plusieurs cours d'eau dont le fleuve Mississippi à l'ouest, qui constitue sa frontière avec l'Iowa et la majeure partie de celle avec le Minnesota, la rivière Sainte-Croix au nord-ouest et la rivière Menominee au nord-est. Le Wisconsin est traversé par la rivière éponyme, un affluent du Mississippi. Il est le 23e plus grand état du pays, avec une superficie de 169 630 km2.
Il peut généralement être divisé en cinq grandes régions géographiques : les Basses terres du lac Supérieur (en) (Lake Superior Lowland), les Hautes terres du nord (en) (Northern Highland), la Plaine Centrale (en) (Central Plain), les Crêtes et Basses terres orientales (en) (Eastern Ridges & Lowlands) et les Hautes terres occidentales (en) (Western Upland). Le Wisconsin a une altitude moyenne de 320 mètres, variant de 177 mètres sur la rive du lac Michigan à 595 mètres à Timms Hill, colline du Northern Highland. Il a néanmoins une géographie vaste et diversifiée, célèbre pour ses reliefs créés par les glaciers il y a 17 000 ans, pendant la dernière glaciation en Amérique du Nord auquel il a donné son nom, la glaciation du Wisconsin. La partie sud-ouest de l'État, qui n'a pas été couverte par les glaciers au cours de la période glaciaire la plus récente, est connue sous le nom de Driftless Area (« zone sans dérive »). La glaciation du Wisconsin est responsable de la formation des Wisconsin Dells, du Devil's Lake et des monts Baraboo.
Tout le Wisconsin a un climat continental humide, caractérisé par quatre saisons. Les températures varient généralement de 27°C pendant les mois d'été à -15°C pendant les mois d'hiver. 
Un certain nombre de zones du Wisconsin sont protégées, notamment le parc d'État de Devil's Lake, le rivage national des îles Apostle et la forêt nationale de Chequamegon-Nicolet.

## Emplacement et taille

Localisation du Wisconsin aux États-Unis

Le Wisconsin est situé dans le centre-est des États-Unis et est considéré comme faisant partie du Midwest. L'État a une superficie totale de 169 630 km2 , ce qui en fait le 23e plus grand État américain,. 17 % de cette superficie sont aquatiques, principalement le lac Michigan, le lac Supérieur et les nombreux lacs intérieurs que l'on trouve dans cet État.
Les frontières du Wisconsin sont définies par le lac Supérieur et la péninsule supérieure du Michigan au nord, par le lac Michigan à l'est, par les États de l'Illinois au sud, de l'Iowa au sud-ouest et du Minnesota au nord-ouest. Un différend frontalier avec le Michigan sur des îles du lac Michigan a été réglé par deux affaires devant la Cour suprême des États-Unis (arrêts Wisconsin c. Michigan (en)) en 1934 et 1935. Les frontières de l'État sont marquées par le fleuve Mississippi (fleuve) et la rivière Sainte-Croix à l'ouest, et les rivières Menominee et Montréal au nord. L'État n'est couvert que par un seul fuseau horaire - le fuseau horaire central ( UTC-6 ).
Le pôle d'inaccessibilité est situé à environ 24 km au sud-ouest de Wausau, à 44°52′57″N 89°54′43″W / 44.8824°N 89.912°W, marquant l'emplacement le plus éloigné de tout point ne se trouvant pas dans l'État (151,66 km).

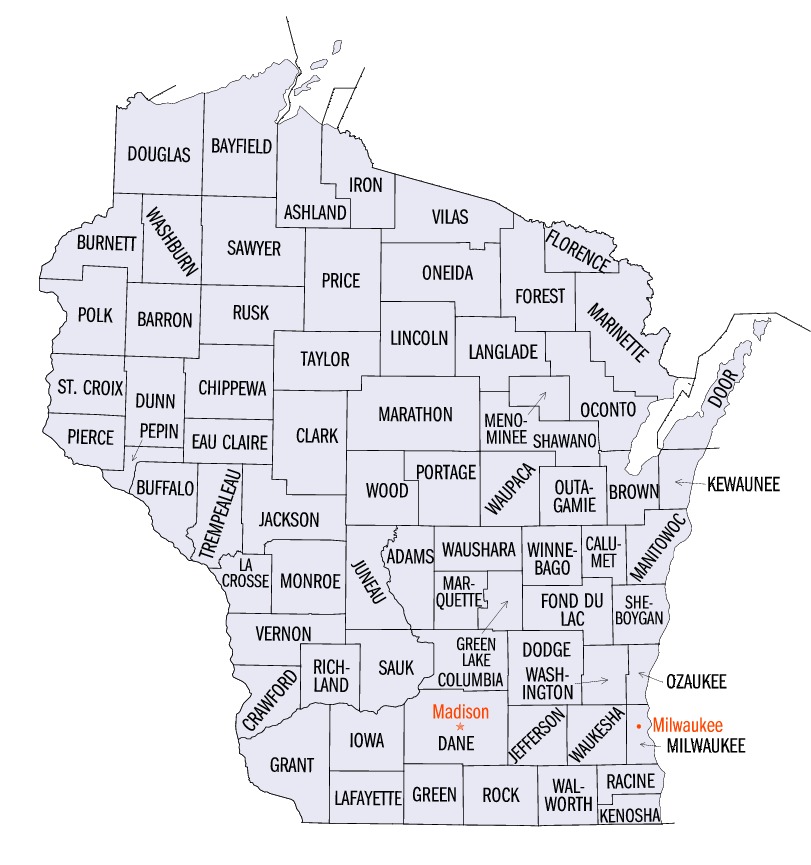
Les 72 comtés du Wisconsin

Le comté de Marathon, dans le centre de l'État, abrite un des quatre points 45 × 90, points terrestres situés à mi-chemin entre les pôles et l'équateur, et entre le premier et le 180e méridien. Son emplacement est indiqué par une marque en métal au sol.

## Géographie humaine
Au recensement fédéral de 2020, le Wisconsin comptait 5 893 718 habitants et se classait au 27e rang des États-Unis en termes de densité de population,. Le centre géographique de population est situé dans le comté de Green Lake, dans la ville de Markesan.
Le Wisconsin est divisé en 72 comtés et compte 190 villes (cities), 407 villages et 1250 petites villes (towns). Environ 939 489 habitants vivent dans le comté de Milwaukee, ce qui en fait à la fois le comté le plus peuplé et le plus densément peuplé. La majorité de ses résidents vivent dans la ville de Milwaukee, qui est la ville la plus peuplée de l'État. Madison, 269 800 habitants, située dans le comté de Dane, est la capitale de l'État. Le comté de Dane compte 561 504 habitants, ce qui en fait le deuxième plus peuplé. Le comté de Marathon, situé au centre du Wisconsin, est le plus grand en superficie, avec 4 001,3 km2. 

## Climat

Climats suivant la classification de Köppen au Wisconsin

La majeure partie du Wisconsin est classée comme climat continental humide à été chaud (classification de Köppen Dfb), tandis que les parties sud et sud-ouest sont classées comme climat continental humide à été très chaud (Köppen Dfa). La température la plus élevée jamais enregistrée dans l'État était dans les Wisconsin Dells, le 13 juillet 1936, où elle a atteint 46 °C . La température la plus basse jamais enregistrée a été enregistrée dans le village du Couderay, où elle a atteint -48 °C les 2 et 4 février 1996.
Les précipitations annuelles moyennes varient de 710 mm à 864 mm. L'État reçoit également régulièrement de grandes quantités de chutes de neige, en moyenne environ 100 cm dans les parties sud, avec jusqu'à 406 cm dans la Snow Belt, la ceinture de neige du lac Supérieur, chaque année.

## Régions géographiques

Le Wisconsin est divisé en cinq régions géographiques.

Avec son emplacement entre les Grands Lacs et le fleuve Mississippi, le Wisconsin abrite une grande variété de caractéristiques géographiques. L'État peut généralement être divisé en cinq régions distinctes : les basses terres du lac Supérieur (Lake Superior Lowland), les Hautes terres du nord (Northern Highland), la Plaine centrale (Central Plain), les Hautes terres occidentales (Western Upland) et les Crêtes et les Basses terres orientales (Eastern Ridges & Lowlands). Le géographe Lawrence Martin (en) (1880-1955) a créé ce schéma pour diviser l'État en grandes régions géographiques. Ces différentes régions sont définies par les différents effets qu'ont eu les glaciers pendant la glaciation du Wisconsin, dernière grande glaciation en Amérique du Nord qui s'est achevée il y environ 14 500 ans.
Au nord, les basses terres du lac Supérieur occupent une ceinture de terres le long de ce dernier. La région est une plaine plate, descendant en pente douce vers le lac. Une grande partie de la zone est boisée, dominée par des trembles et des bouleaux . La région comprend également l'Apostle Islands National Lakeshore. Dans la partie centre-nord de l'État, le Northern Highland possède d'immenses forêts mixtes de feuillus et de conifères, y compris les 6 100 km2 de la forêt nationale de Chequamegon-Nicolet, ainsi que des milliers de lacs d'origine glaciaire. Le terrain est généralement  plus élevé que dans le reste de l'État, avec de nombreuses collines et le point culminant du Wisconsin, Timms Hill (585 m).

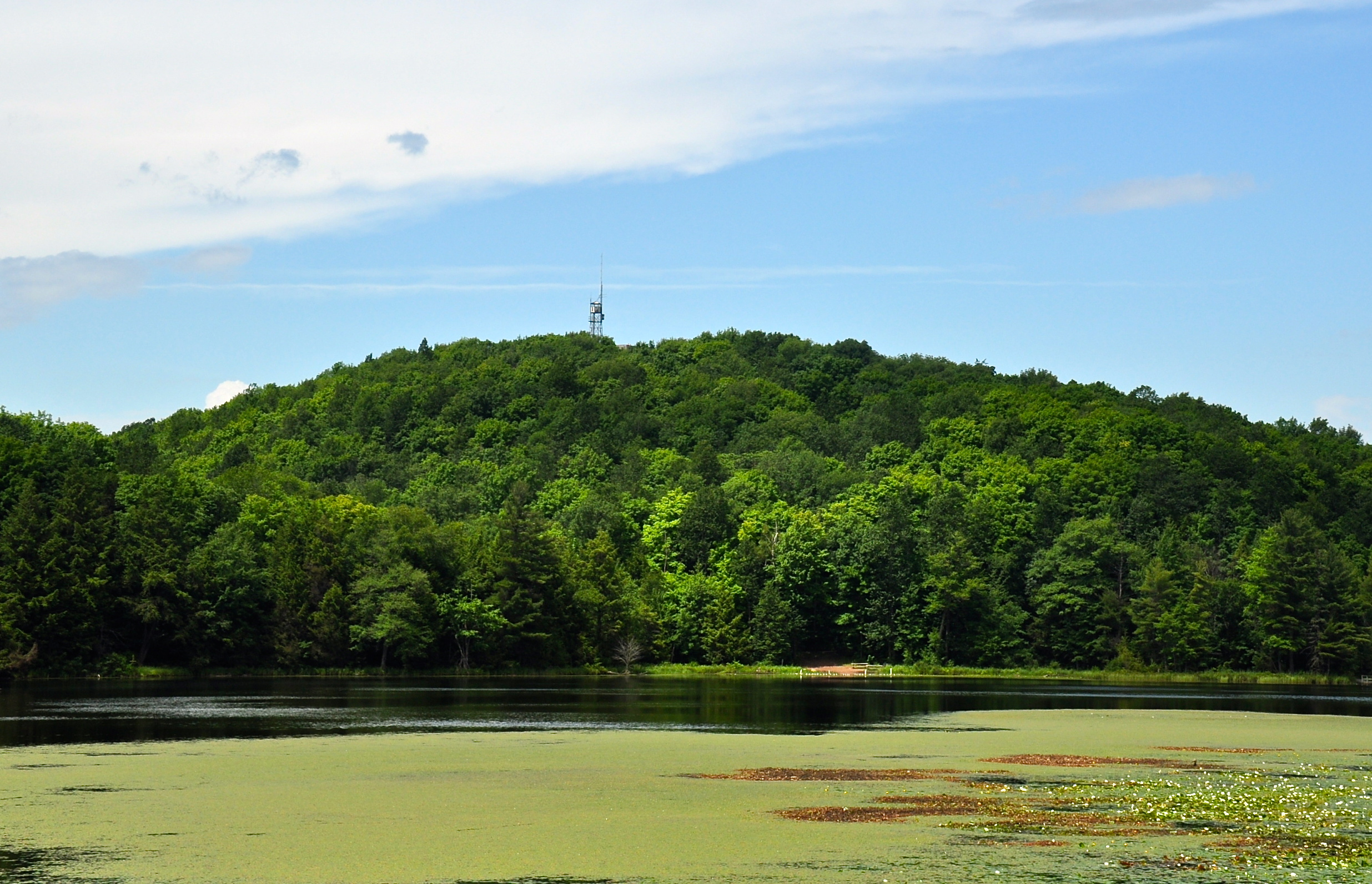
Timms Hill est le point naturel le plus élevé du Wisconsin, à 594,9 m, sur le territoire de la ville de Hill, dans le comté de Price.

Au milieu de l'État, la plaine centrale possède de nombreuses formations uniques de grès comme les Wisconsin Dells, en plus de riches terres agricoles. La région est généralement une plaine sablonneuse plate, avec le lac glaciaire Wisconsin composant une grande partie de la région,. Au sud-ouest, le Western Upland présente un paysage accidenté avec un mélange de forêts et de terres agricoles, avec en plus de nombreuses falaises sur le fleuve Mississippi. La région est définie par son terrain accidenté et irrégulier, y compris l'intégralité des monts Baraboo. Les hautes terres de l'ouest font partie de la Driftless Area (en), qui comprend également des parties de l'Iowa, de l'Illinois et du Minnesota. Cette zone n'était pas couverte par les glaciers au cours de la plus récente ère glaciaire, la glaciation du Wisconsin. Cette zone contient beaucoup des grottes du Wisconsin, dont la Cave of the Mounds (en) (« grotte des tertres »), classée National Natural Landmark. Le comté de Langlade a un sol que l'on trouve rarement en dehors du comté, appelé loam limoneux Antigo (en).
La région Eastern Ridges and Lowlands, dans le sud-est, abrite plusieurs des plus grandes villes de l'État (Milwaukee, Green Bay…). La région est située à l'ouest du lac Michigan et est principalement une plaine descendant vers ce lac. Les crêtes comprennent l'escarpement du Niagara, l'escarpement de Black River (en) et l'escarpement magnesien (en).

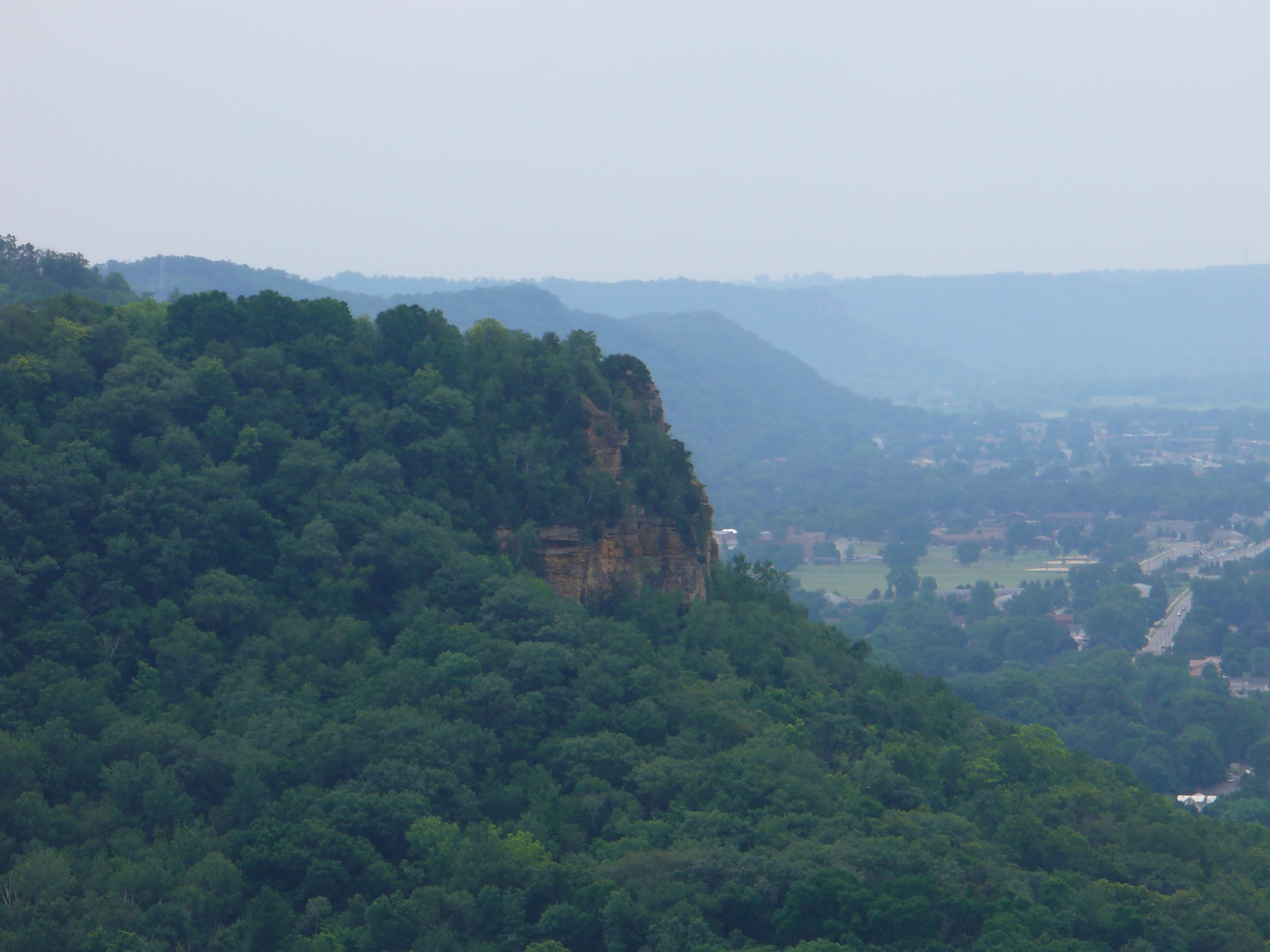
La Driftless Area du sud-ouest du Wisconsin est caractérisée par des falaises sculptées dans la roche sédimentaire par l'eau provenant de la fonte des glaciers de l'ère glaciaire.

## Géologie
Le Wisconsin possède des formations géologiques et des dépôts dont l'âge varie de plus de trois milliards d'années à plusieurs milliers d'années, la majorité des roches étant vieilles de plusieurs millions d'années. Les formations géologiques les plus anciennes ont été créées il y a plus de 600 millions d'années au cours du Précambrien, la majorité se trouvant sous les dépôts glaciaires. Les roches protérozoïques forment une grande partie des gisements uniques du Wisconsin. Une grande partie des monts Baraboo se compose de quartzite de Baraboo et d'autres roches métamorphiques précambriennes .
Au Pléistocène, des glaciers massifs recouvraient le Wisconsin. Les glaciers ont aplati des montagnes, sculpté le substrat rocheux et déposé du sable et du gravier dans de nombreuses régions de l'État. Les nombreux lacs sont le résultat de cette glaciation qui a créé de nombreux creux dans le terrain.
Divers escarpements traversent le Wisconsin. L'escarpement du Niagara est le plus long, s'étendant de New York à travers l'Ontario, le Michigan, le Wisconsin et l'Illinois L'escarpement de la rivière Black passe près de l'escarpement du Niagara. L'escarpement Magnésien est le plus important, s'étendant du nord au sud. Le substrat rocheux de l'escarpement du Niagara est constitué de dolomie, tandis que les deux crêtes plus courtes ont un substrat rocheux calcaire ,.

## Géographie physique

### Cours d'eau
Le Wisconsin est bordé par le fleuve Mississippi et la rivière Sainte-Croix à l'ouest. L'État compte plus de 12 000 rivières et ruisseaux nommés, totalisant un longueur de 135 000 km.
La rivière Wisconsin longue de 690 km, traverse le Wisconsin auquel elle a donné son nom. Celui-ci vient des langues algonquines des peuples autochtones. Le nom a été écrit pour la première fois sous le nom de « Meskousing » par Jacques Marquette en 1673, mais a ensuite été modifié en « Ouisconsin » par les explorateurs français ultérieurs au XVIIIe siècle. Le nom a finalement été simplifié en « Wisconsin » au XIXe siècle, quand il a été appliqué au nouveau territoire du Wisconsin. La rivière prend sa source dans le lac Vieux Désert près de la frontière avec la péninsule supérieure du Michigan. Elle coule vers le sud le long de la plaine glaciaire du centre du Wisconsin sur environ les 3/4 de sa longueur, avant de tourner vers l'ouest à Portage et de rejoindre le fleuve Mississippi à 4,8 km au sud de Prairie du Chien. La rivière Baraboo (en) est un affluent et l'une des plus longues voies navigables à écoulement libre des États-Unis.
La rivière Fox prend sa source dans le centre du Wisconsin, coulant vers le nord à travers le lac Winnebago et dans la baie de Green Bay, avec la ville de Green Bay à son embouchure. Les deux sections de la rivière Fox totalisent une longueur de 293 km et jusqu'à 320 km en comptant la distance à travers le lac Winnebago. Le nom est dérivé d'une traduction du nom du peuple Meskwaki, car la rivière traverse leur territoire. La zone métropolitaine de Fox Cities (en) comprend de formatnumuses villes le long de la rivière.

### Lacs

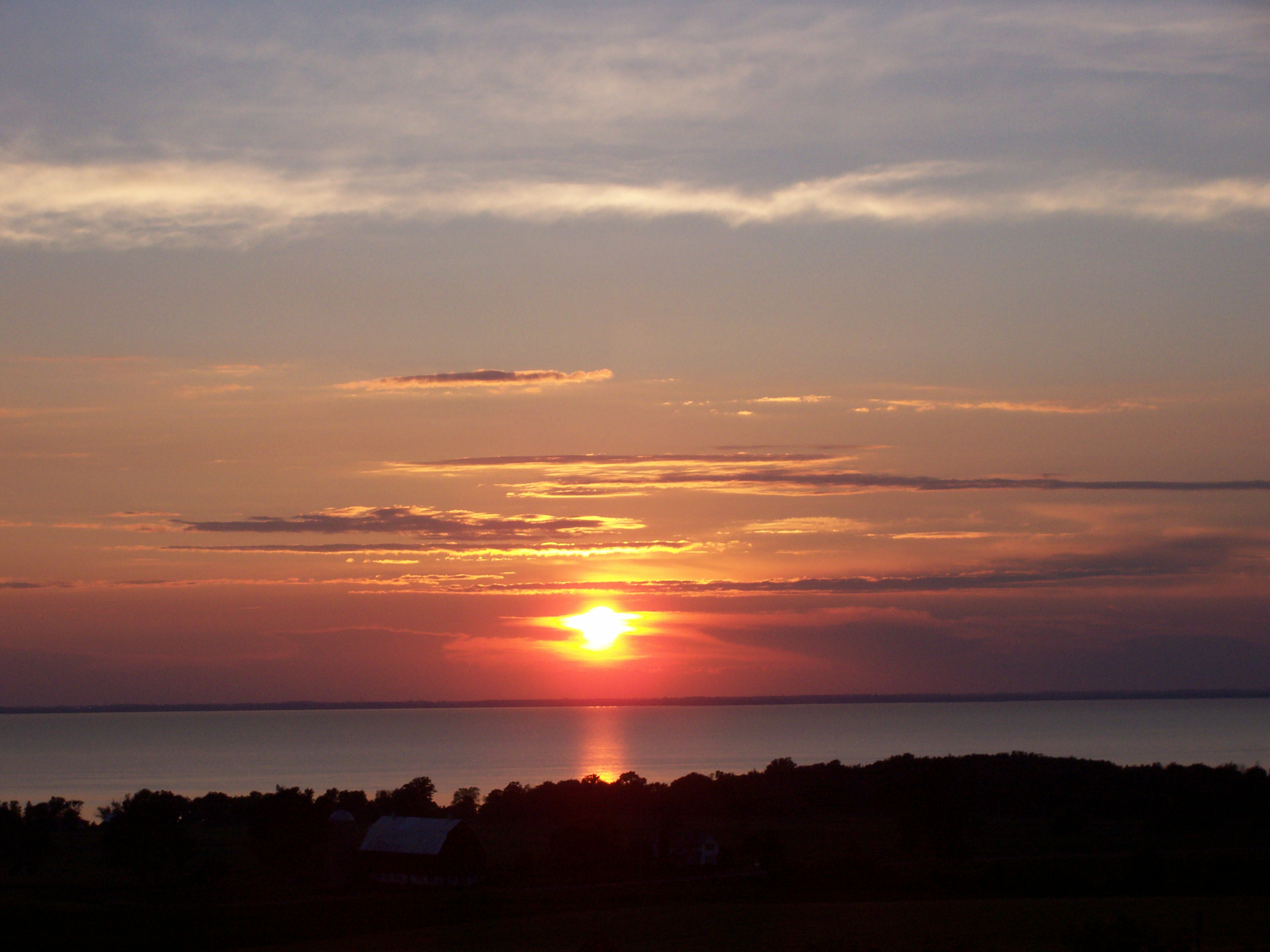
Coucher de soleil sur le lac Winnebago.

Le Wisconsin est bordé par le lac Supérieur au nord et le lac Michigan à l'est. L'État a plus de 15 000 lacs nommés, totalisant environ 4 000 km2. Pour leur partie wisconsinienne, les lacs Supérieur et Michigan totalisent une superficie de 26 000 km2 . Le long des deux grands lacs, le Wisconsin a plus de 800 km de rivage. Le lac Winnebago est le plus grand lac intérieur, totalisant plus de 557 km2 de superficie pour 142 km de rivage. Le lac provient du lac glaciaire Oshkosh il y a environ 12 000 ans. Le lac du Diable est de forme rectangulaire et mesure près de 2 km de long du nord au sud et plus de 800 mètres d'est en ouest. Le lac Wisconsin est un réservoir le long de la rivière Wisconsin, et couvre 6,1 km2 .

### Îles

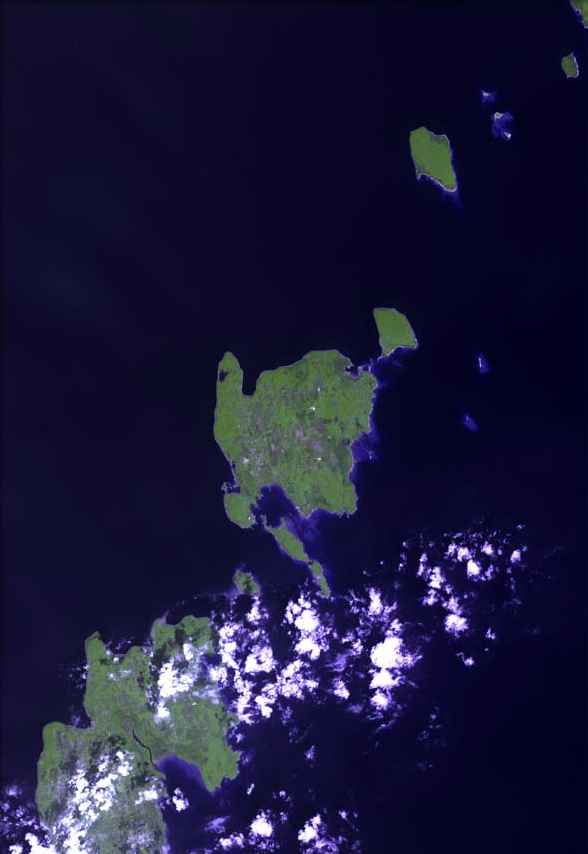
Îles au large de la péninsule de Door.

Une grande partie des îles nommées dans le Wisconsin se trouvent dans les Grand Lacs. Beaucoup entourent la péninsule de Door dans le lac Michigan, ou font partie des îles Apostle dans le lac Supérieur. Le fleuve Mississippi compte également une multitude d'îles à la frontière occidentale de l'État. Les lacs intérieurs et les rivières contiennent le reste des îles du Wisconsin. De nombreux lacs, dont le lac Beaver Dam, le lac Fox et le lac Winnebago, regorgent d'îles. Les grandes rivières, comme la rivière Wisconsin et la rivière Fox, comptent également de nombreuses îles. L'île Doty est située dans la rivière Fox et mesure un mille de large et un mille et demi de long. French Island est une île fluviale du Mississippi, dans la ville de La Crosse. L'île couvre une superficie de 5,2 km2 et compte 4 207 habitants.
L'île Madeline est située dans le lac Supérieur et est la plus grande des îles Apostle. La communauté de La Pointe se trouve sur sa rive ouest et l'île dans son ensemble compte 302 habitants. L'île de Washington est située dans le lac Michigan, à 11 km au nord-est de la pointe de la péninsule de Door. L'île mesure 8 km de large sur 13 km de long et couvre une superficie de 37,4 km2. La ville de Washington Island couvre l'île, ainsi que les îles environnantes, avec une population totale de 708 habitants.

## Zones protégées

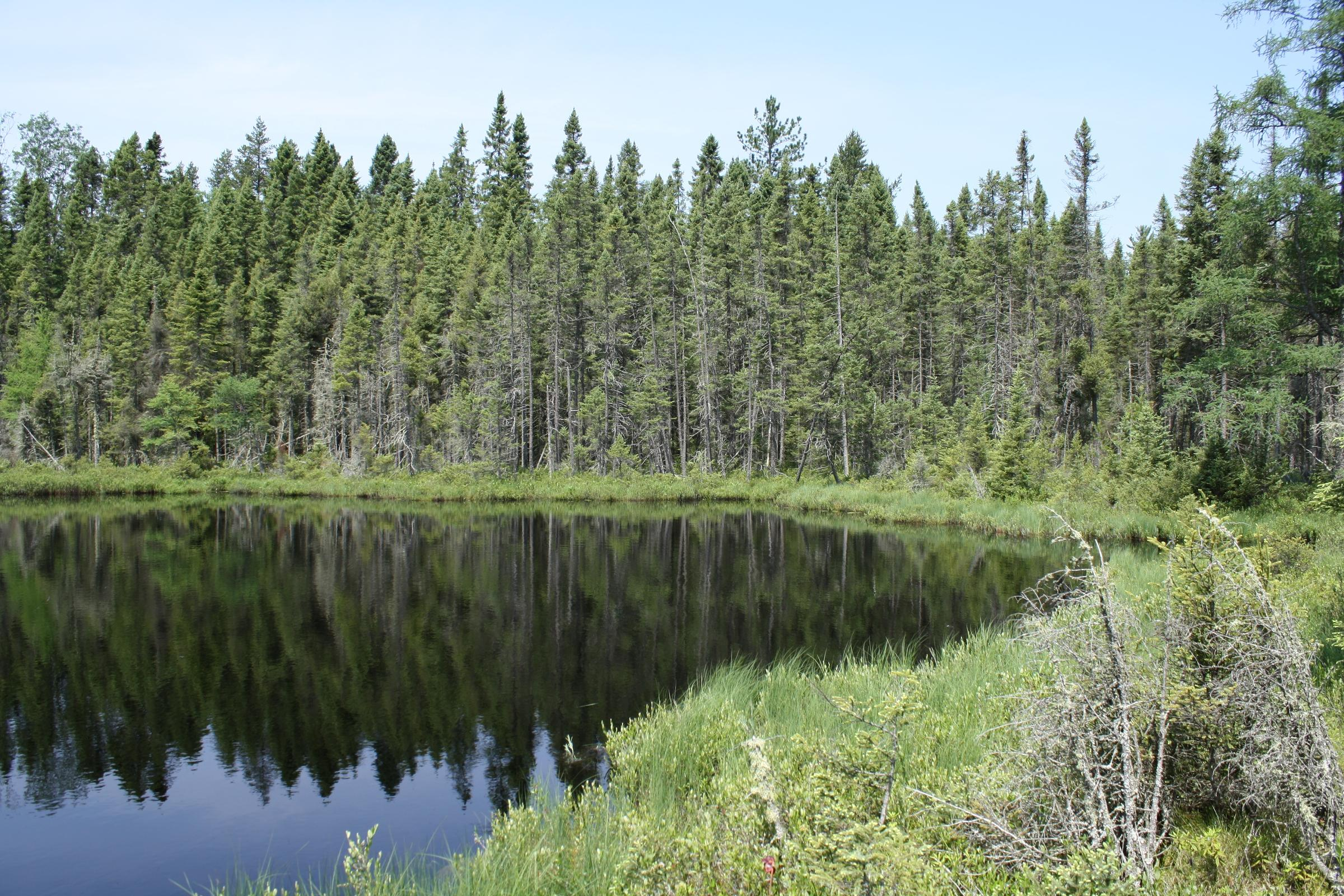
Blackjack Springs Wilderness, dans la forêt nationale de Chequamegon-Nicolet.

Le Wisconsin compte 67 parcs d'État, couvrant plus de 245 km2.  Plusieurs de ces parcs d'État ont été reconnus au niveau national. La Chippewa Moraine State Recreation Area couvre 12,4 km2 et préserve de nombreux reliefs glaciaires. L'Ice Age National Scenic Trail traverse le parc. Devil's Lake State Park est situé dans la chaîne de Baraboo, au sud de Baraboo, et couvre 37,3 km2 , ce qui en fait le plus grand parc de l'État. Le parc national comprend également les falaises de quartzite de 150 mètres de haut entourant le lac et 18 km du Chemin de l'ère glaciaire. L'Interstate State Park se compose de deux parcs d'État adjacents, à la frontière entre le Minnesota et le Wisconsin. Le côté du Wisconsin couvre 5,4 km2, et le côté du Minnesota couvre 1,21 km2. Les parcs chevauchent les Dalles de la rivière Sainte-Croix, une profonde gorge de basalte . Wyalusing State Park est situé au confluent de la rivière Wisconsin et du fleuve Mississippi et couvre 10,64 km2 .
Le Wisconsin possède également des zones protégées gérées au niveau fédéral par le National Park Service. L'Apostle Islands National Lakeshore, le long du lac Supérieur, est un lac national composé de 21 des îles Apostle, totalisant 280,74 km2 . Le chemin de l'ère glaciaire (Ice Age Trail) est un chemin panoramique national couvrant 1 900 km, en suivant la moraine terminale de la glaciation du Wisconsin. L'extrémité ouest est située dans l'Interstate State Park et l'extrémité est dans le parc d'État de Potawatomi, le long de la péninsule de Door. Le sentier traverse 30 des 72 comtés du Wisconsin. Le Saint Croix National Scenic Riverway protège 406 km  des rivières Sainte-Croix et Namekagon River (en).
Le Wisconsin possède plusieurs forêts d'État, couvrant plus de 1 907 km2 . Le total des terres boisées couvre 65 000 km2, soit 46% de la superficie de l'État. La forêt d'État Kettle Moraine couvre 230 km2 dans la partie sud-est du Wisconsin. La principale caractéristique de la forêt est la Moraine Kettle (en), qui s'est créée pendant la glaciation du Wisconsin. Il existe dans l'État une forêt nationale gérée par l'US Forest Service, la forêt nationale de Chequamegon-Nicolet. Elle a reçu ce statut en 1933 en tant que deux forêts distinctes, mais est devenue une entité unique depuis 1998,.